# Paracilicaea pubescens
Paracilicaea pubescens är en kräftdjursart som först beskrevs av H. Milne Edwards 1840.  Paracilicaea pubescens ingår i släktet Paracilicaea och familjen klotkräftor. Inga underarter finns listade i Catalogue of Life.